# Freudian (альбом)
Freudian — дебютный студийный альбом канадского R&B и неосоул-исполнителя Дэниела Сизара. Он был выпущен 25 августа 2017 года на лейбле Golden Child Recordings с дистрибуцией от TuneCore. В альбоме выступили Кали Учис, H.E.R., Сид, Шарлотта Дэй Уилсон и Шон Леон. Продюсированием занимались Сизар, Matthew Burnett, Jordan Evans, BadBadNotGood, Alex Ernewein, Riley Bell и Jordon Manswell. Альбом стал преемником мини-альбома 2015 года Pilgrim’s Paradise. Альбом был номинирован на премию «Грэмми» в категории «Лучший R&B альбом», а также получил номинацию «Лучшее R&B исполнение» за песню «Get You» на 60-й ежегодной церемонии вручения премии «Грэмми», а песня «Best Part» с H.E.R. получила премию «Лучшее R&B исполнение» на 61-й ежегодной церемонии вручения премии «Грэмми».
Альбом был поддержан синглами «Get You» с участием Кали Учис и двойным синглом «We Find Love» / «Blessed».

## Отзывы
| Оценки критиков | Оценки критиков |
| Источник        | Оценка          |
| --------------- | --------------- |
| AllMusic        | [ 7 ]           |
| Exclaim!        | 9/10            |
| Now             | 4/5             |
| Pitchfork       | 7.3/10          |
| Cult MTL        | 9/10            |

Freudian  был положительно оценён современными музыкальными критиками. В положительной рецензии Бриана Янгер из Pitchfork похвалила госпел-элементы альбома, заявив: «Многое здесь хорошо вписывается в эту эпоху, одержимую 1990-ми, но госпел Сизара — его не такое уж и секретное оружие. Хотя он, конечно, не единственный современный R&B-певец, выросший в церкви, он не стесняется использовать весь спектр своих влияний в своей музыке. Готовность Сизара использовать все имеющиеся в его распоряжении инструменты, чтобы исследовать своё собственное „я“ и „суперэго“ рядом с „раем“ и „адом“ любви, возвышает его мастерство».
Кевин Ричи из журнала Now отметил, что Freudian — это «не альбом размашистых жестов, а скорее неспешный, приятный рассказ о том, как двадцатилетний парень влюбляется и теряет любовь. Он полон мелких моментов, нюансов и деталей». Райан Патрик из Exclaim! высоко оценил продюсирование и оригинальность: «Freudian — это не про то, что сейчас проходит как жанр в потоковых плейлистах, на радио или видео; это даже не возврат к прошлому. Это тщательно созданный альбом, основанный на классическом госпеле и R&B, и откровение в мире грязного alt-R&B, изгой среди откровенно бездушных жанровых дублей, которые приветствуются как следующая вещь, потому что никто не знает ничего лучше».

## Награды и номинации
Альбом был номинирован на премию «Грэмми» в категории «Лучший R&B альбом», а также получил номинацию «Лучшее R&B исполнение» за песню «Get You» на 60-й ежегодной церемонии вручения премии «Грэмми», а песня «Best Part» с H.E.R. получила премию «Лучшее R&B исполнение» на 61-й ежегодной церемонии вручения премии «Грэмми».
Альбом вошёл в шорт-лист финалистов 2018 Polaris Music Prize.

## Список композиций
| №                   | Название                                       | Автор(ы) | Продюсеры                                      | Длительность |
| ------------------- | ---------------------------------------------- | --- | ---------------------------------------------- | ------------ |
| 1.                  | «Get You» (при участии Kali Uchis)             | Ashton Simmonds Karly Loaiza Jordan Evans Matthew Burnett Ian Culley Wesley Allen Alexander Sowinski Chester Hansen Leland Whitty Matthew Tavares | Matthew Burnett Jordan Evans BadBadNotGood [a] | 4:38         |
| 2.                  | «Best Part» (при участии H.E.R.)               | Simmonds Gabi Wilson Burnett Evans Riley Bell | Burnett Evans                                  | 3:29         |
| 3.                  | «Hold Me Down»                                 | Simmonds Burnett Evans Alex Ernewein Nevon Sinclair Kirk Franklin                                                                                 | Burnett Evans Alex Ernewein [a] Riley Bell [a] | 3:51         |
| 4.                  | «Neu Roses (Transgressor's Song)»              | Simmonds Burnett Evans Sinclair Sean Barrow | Burnett Evans                                  | 3:01         |
| 5.                  | «Loose»                                        | Simmonds Ernewein Burnett Evans | Ernewein Burnett [a] Evans [a]                 | 3:05         |
| 6.                  | «We Find Love»                                 | Simmonds Evans Burnett Jordon Manswell Allen Sinclair Kyle David Matthews                                                                         | Burnett Evans Jordon Manswell [b]              | 4:14         |
| 7.                  | «Blessed»                                      | Simmonds Burnett Evans Culley Ernewein Sinclair                                                                                                   | Burnett Evans                                  | 4:01         |
| 8.                  | «Take Me Away» (при участии Syd)               | Simmonds Sydney Bennett Evans Burnett Culley | Burnett Evans Bell [a]                         | 3:46         |
| 9.                  | «Transform» (при участии Charlotte Day Wilson) | Simmonds Charlotte Wilson Burnett Evans Ernewein                                                                                                  | Burnett Evans Bell [a] Ernewein [b]            | 4:40         |
| 10.                 | «Freudian»                                     | Simmonds Matthew Sean Leon Burnett Evans Sinclair Bell                                                                                            | Burnett Evans Bell [a]                         | 10:02        |
| Общая длительность: | Общая длительность:                            | Общая длительность: | Общая длительность:                            | 44:47        |

Замечания
- ↑  дополнительный продюсер
- ↑  сопродюсер

## Чарты
| Чарт (2017)                                  | Высшая позиция |
| -------------------------------------------- | -------------- |
| Бельгия/Фландрия (Ultratop)                  | 192            |
| Канада (Canadian Albums Chart)               | 16             |
| New Zealand Albums (RMNZ)                    | 39             |
| Великобритания (UK Independent Albums Chart) | 40             |
| Великобритания (UK R&B Albums Chart)         | 15             |
| США (Billboard 200)                          | 25             |
| США (Billboard Top R&B/Hip-Hop Albums)       | 16             |

## Сертификации
| Регион                                                                      | Сертификация | Продажи   |
| --------------------------------------------------------------------------- | ------------ | --------- |
| Канада (Music Canada)                                                       | Платиновый   | 80 000    |
| Дания (IFPI Danmark)                                                        | Золотой      | 10 000    |
| США (RIAA)                                                                  | Платиновый   | 1 000 000 |
| Данные о продажах + прослушиваниях приведены только на основе сертификации. |              |           |